# Lovey Dovey (phim truyền hình)
Lovey Dovey (tiếng Thái: แผนร้ายนายเจ้าเล่ห์; RTGS: Phaen Rai Nai Chao-le) là một bộ phim truyền hình Thái Lan phát sóng năm 2016 với sự tham gia của Chutavuth Pattarakampol (March), Sheranut Yusananda (Namcha), Nichaphat Chatchaipholrat (Pearwah) và Thassapak Hsu (Bie).
Bộ phim được sản xuất bởi GMMTV và được chuyển thể từ tiểu thuyết Lovey Brother và Dovey Sister của May 112. Bộ phim được phát sóng vào lúc 16:00 (ICT), Chủ nhật trên One 31 và phát lại vào 18:00 (ICT) cùng ngày trên LINE TV, bắt đầu từ ngày 19 tháng 6 năm 2016. Bộ phim kết thúc vào ngày 4 tháng 12 năm 2016.
Trong tập 5, 6 của phim, March và Namcha có tới Hà Nội, Việt Nam để quay ngoại cảnh.

## Diễn viên
Dưới đây là dàn diễn viên của bộ phim:

### Diễn viên chính
- Chutavuth Pattarakampol (March) vai Daoneu
- Sheranut Yusananda (Namcha) vai Kookai
- Nichaphat Chatchaipholrat (Pearwah) vai Khaiwan
- Thassapak Hsu (Bie) vai Kongfa

### Diễn viên phụ
- Tawan Vihokratana (Tay) vai Dew
- Apichaya Saejung (Ciize) vai Koi
- Pronpiphat Pattanasettanon (Plustor) vai Shang
- Korn Khunatipapisiri (Oaujun) vai Kongfa (trẻ)
- Ramida Jiranorraphat (Jane) vai Kookai (trẻ)
- Ingkarat Damrongsakkul (Ryu) vai Daoneu (trẻ)
- Thanaboon Wanlopsirinun (Na) vai News
- Praeploy Oree vai Coco

## Nhạc phim
| Tên bài hát                       | Thể hiện                    | Ref.  |
| --------------------------------- | --------------------------- | ----- |
| รักเถอะ (Ruk Tur)                  | Weerayut Chansook (Arm)     | [ 6 ] |
| คำตอบของเธอ (Kum Dtaup Kaung Tur) | Sheranut Yusananda (Namcha) | [ 7 ] |